# Silvana Filippi
Silvana Filippi es una deportista argentina que compitió en judo. Ganó tres medallas de bronce en el Campeonato Panamericano de Judo entre los años 1994 y 1999.

## Palmarés internacional
| Campeonato Panamericano | Campeonato Panamericano         | Campeonato Panamericano | Campeonato Panamericano |
| Año                     | Lugar                           | Medalla                 | Categoría               |
| ----------------------- | ------------------------------- | ----------------------- | ----------------------- |
| 1994                    | Santiago de Chile (Chile)       | Medalla de bronce       | +72 kg                  |
| 1998                    | Santo Domingo (Rep. Dominicana) | Medalla de bronce       | –78 kg                  |
| 1999                    | Montevideo (Uruguay)            | Medalla de bronce       | –78 kg                  |